# Secrétaire privé du monarque

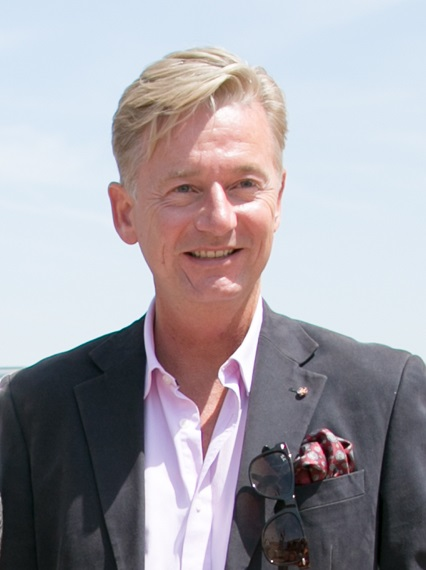
Clive Alderton in 2015

Le secrétaire particulier du monarque est la plus haute fonction au sein de la maison royale du Royaume-Uni. Le secrétaire particulier est le principal intermédiaire entre le monarque, le gouvernement et les autres États du Commonwealth. Il a aussi la responsabilité de coordonner le programme officiel et de traiter la correspondance du souverain. C'est une des fonctions les plus influentes et prestigieuses de la monarchie puisque le Secrétaire particulier travaille directement et étroitement en collaboration avec le souverain britannique.
La fonction de secrétaire particulier a été pour la première fois exercée en 1805. Jusqu'à présent, elle a exclusivement été occupée par des hommes. Néanmoins, deux femmes ont servi en tant que secrétaire particulière adjointe. Le secrétaire particulier actuel est Clive Alderton depuis 2022.

## Histoire
Le colonel Herbert Taylor, nommé en 1805, est reconnu comme étant le premier secrétaire particulier désigné auprès d'un souverain britannique. Cependant, il faut attendre 1867 pour que ce rôle soit officiellement reconnu au sein de la maison royale. La nécessité de la création de la fonction de secrétaire particulier est principalement due au fait que les ministres incarnaient de plus en plus leurs fonctions gouvernementales au détriment de leur rôle de conseil et de soutien auprès de Sa Majesté.
La reine Victoria n'eut de secrétaire particulier qu'à partir de 1861. En effet, son secrétariat était principalement assuré par son mari, le prince Albert, jusqu'à la mort de ce dernier.

## Fonctions
Les principales missions du secrétaire particulier sont :
- Agir en tant qu'intermédiaire de communication entre le souverain et son gouvernement
- Conseiller le souverain sur les questions constitutionnelles, politiques ou gouvernementales
- Organiser l'agenda officiel du souverain et s'assurer de son acceptation par le souverain comme par le gouvernement
- Superviser la rédaction des discours et des réponses aux courriers
- Coordonner le travail des différentes branches de la maison royale
- Être en relation avec les autres secrétaires particuliers des autres membres de la famille royale[1]
- Préparer les déplacements du souverain
- Gérer les relations avec la presse, à l'aide des conseillers en communication
- Conserver les archives royales (en) et les documents privés du souverain
- Diriger le site internet officiel de la monarchie

Le travail du secrétaire particulier est l'équivalent en France à la fois des fonctions de directeur de cabinet et de chef de cabinet, à mesure qu'il gère en même temps l'aspect politique et l'aspect organisationnel.
Le secrétaire particulier en poste est toujours nommé au sein du Conseil privé de Sa Majesté et est souvent doté d'une pairie au moment de son départ à la retraite.

## Liste des Secrétaires particuliers du monarque depuis 1805
| Souverain              | Secrétaire particulier | de   | à    |
| ---------------------- | ---------------------- | ---- | ---- |
| George III             | Herbert Taylor         | 1805 | 1811 |
| George IV              | John McMahon           | 1811 | 1817 |
| George IV              | Benjamin Bloomfield    | 1817 | 1822 |
| George IV              | William Knighton       | 1822 | 1830 |
| Guillaume IV           | Herbert Taylor         | 1830 | 1837 |
| Victoria               |                        |      |      |
| William Lamb           | 1837                   | 1840 |      |
| Albert, Prince Consort | 1840                   | 1861 |      |
| Charles Phipps         | 1861                   | 1866 |      |
| Charles Grey           | 1861                   | 1870 |      |
| Henry Ponsonby         | 1870                   | 1895 |      |
| Arthur Bigge           | 1895                   | 1901 |      |
| Edward VII             | Francis Knollys        | 1901 | 1910 |
| George V               | Francis Knollys        | 1910 | 1913 |
| George V               | Arthur Bigge           | 1910 | 1931 |
| George V               | Clive Wigram           | 1931 | 1936 |
| Edward VIII            | Major Alec Hardinge    | 1936 | 1936 |
| George VI              | Major Alec Hardinge    | 1936 | 1943 |
| George VI              | Alan Lascelles         | 1943 | 1952 |
| Élisabeth II           | Alan Lascelles         | 1952 | 1953 |
| Élisabeth II           | Michael Adeane         | 1953 | 1972 |
| Élisabeth II           | Martin Charteris       | 1972 | 1977 |
| Élisabeth II           | Philip Moore           | 1977 | 1986 |
| Élisabeth II           | William Heseltine      | 1986 | 1990 |
| Élisabeth II           | Robert Fellowes        | 1990 | 1999 |
| Élisabeth II           | Robin Janvrin          | 1999 | 2007 |
| Élisabeth II           | Christopher Geidt      | 2007 | 2017 |
| Élisabeth II           | Edward Young           | 2017 | 2022 |
| Charles III            | Edward Young           | 2022 | 2023 |
| Charles III            | Clive Alderton         | 2022 |      |

### Secrétaire particulier adjoint depuis 1972
| Secrétaire particulier adjoint | de           | à           |
| ------------------------------ | ------------ | ----------- |
| Philip Moore                   | 1972         | 1977        |
| William Heseltine              | 1977         | 1986        |
| Robert Fellowes                | 1986         | 1990        |
| Kenneth Scott                  | 1990         | 1996        |
| Robin Janvrin                  | 1996         | 1999        |
| Mary Francis                   | février 1999 | juin 1999   |
| Christopher Geidt              | 2005         | 2007        |
| Edward Young                   | 2007         | 2017        |
| David Hogan-Hern               | 2022         | 2022        |
| John Sorabji                   | 2022         | 2023        |
| Matthew Magee                  | 2022         | 2024        |
| Chris Fitzgerald               | 2022         | 2024        |
| Theo Rycroft                   | 2024         | en fonction |

### Secrétaire particulier assistant depuis 1878
| Secrétaire particulier assistant | de   | à           |
| -------------------------------- | ---- | ----------- |
| Fleetwood Edwards                | 1878 | 1895        |
| Arthur Bigge                     | 1880 | 1895        |
| Frederick Ponsonby               | 1895 | 1914        |
| Arthur Davidson                  | 1901 | 1910        |
| Clive Wigram                     | 1910 | 1931        |
| Rowland Baring                   | 1916 | 1920        |
| Alexander Hardinge               | 1920 | 1936        |
| Frank Herbert Mitchell (en)      | 1931 | 1937        |
| Alan Lascelles                   | 1935 | 1943        |
| Godfrey Thomas                   | 1936 | 1936        |
| Michael Adeane                   | 1936 | 1953        |
| Eric Mieville                    | 1937 | 1945        |
| Edward Ford                      | 1946 | 1967        |
| Martin Charteris                 | 1952 | 1972        |
| Philip Moore                     | 1966 | 1972        |
| William Heseltine                | 1972 | 1977        |
| Robert Fellowes                  | 1977 | 1985        |
| Kenneth Scott                    | 1985 | 1990        |
| Robin Janvrin                    | 1990 | 1995        |
| Mary Francis                     | 1996 | 1999        |
| Tim Hitchens                     | 1999 | 2002        |
| Kay Brock                        | 1999 | 2002        |
| Stuart Shilson                   | 2001 | 2004        |
| Christopher Geidt                | 2002 | 2005        |
| Edward Young                     | 2004 | 2007        |
| Douglas King                     | 2007 | 2012        |
| Samantha Cohen                   | 2010 | 2018        |
| Tom Laing-Baker                  | 2018 | 2022        |
| Matt Magee                       | 2018 | 2022        |
| Jennifer Jordan-Saifi            | 2022 | 2023        |
| Muna Shamsuddin                  | 2023 | en fonction |